# Lophocampa
Genre
Lophocampa est un genre de lépidoptères (papillons) américains de la famille des Erebidae et de la sous-famille des Arctiinae.

## Liste des espèces
Selon FUNET Tree of Life (1 novembre 2020) :
- Lophocampa significans (H. Edwards, 1888)
- Lophocampa roseata (Walker, 1868)
- Lophocampa dinora (Schaus, 1924)
- Lophocampa ronda (Jones, 1908)
- Lophocampa hyalinipuncta (Rothschild, 1909)
- Lophocampa alternata (Grote, 1867)
- Lophocampa albiguttata (Boisduval, 1870)
- Lophocampa albitegula Vincent, 2011
- Lophocampa affinis (Rothschild, 1909)
- Lophocampa atriceps (Hampson, 1901)
- Lophocampa flavodorsata Vincent & Laguerre, 2013
- Lophocampa sullivani Vincent & Laguerre, 2013
- Lophocampa griseidorsata Vincent & Laguerre, 2013
- Lophocampa herbini Vincent & Laguerre, 2013
- Lophocampa arpi (Dognin, 1923)
- Lophocampa andensis Schaus, 1896
- Lophocampa ingens (H. Edwards, 1881)
- Lophocampa sobrina (Stretch, 1872)
- Lophocampa argentata (Packard, 1864)
- Lophocampa caryae Harris, 1841
- Lophocampa propinqua (H. Edwards, 1884)
- Lophocampa lineata Vincent, 2011
- Lophocampa mixta (Neumoegen, 1882)
- Lophocampa brunnea Vincent, 2011
- Lophocampa indistincta (Barnes & McDunnough, 1910)
- Lophocampa bicolor (Walker, 1855)
- Lophocampa labaca (Druce, 1890)
- Lophocampa maculata Harris, 1841
- Lophocampa montana (Schaus, 1911)
- Lophocampa pura (Neumoegen, 1882)
- Lophocampa romoloa (Schaus, 1933)
- Lophocampa margona (Schaus, 1896)
- Lophocampa citrina (Sepp, [1843])
- Lophocampa niveigutta (Walker, 1856)
- Lophocampa seruba (Herrich-Schäffer, [1855])
- Lophocampa debilis (Schaus, 1920)
- Lophocampa citrinula (Bryk, 1953)
- Lophocampa amaxiaeformis (Rothschild, 1910)
- Lophocampa nimbifacta (Dyar, 1912)
- Lophocampa subvitreata (Rothschild, 1922)
- Lophocampa distincta (Rothschild, 1909)
- Lophocampa endolobata (Hampson, 1901)
- Lophocampa sesia (Sepp, [1852])
- Lophocampa annulosa (Walker, 1855)
- Lophocampa catenulata (Hübner, [1812])
- Lophocampa walkeri (Rothschild, 1910)
- Lophocampa secunda Vincent, 2009
- Lophocampa oblita Vincent, 2009
- Lophocampa russus (Rothschild, 1909)
- Lophocampa aenone (Butler, 1878)
- Lophocampa testacea (Möschler, 1878)
- Lophocampa maroniensis (Schaus, 1905)
- Lophocampa subfasciata (Rothschild, 1910)
- Lophocampa petulans (Dognin, 1923)
- Lophocampa subannula (Schaus, 1911)
- Lophocampa tucumana (Rothschild, 1909)
- Lophocampa pectina (Schaus, 1896)
- Lophocampa texta (Herrich-Schäffer, [1855])
- Lophocampa thyophora (Schaus, 1896)
- Lophocampa alsus (Cramer, [1777])
- Lophocampa pseudomaculata (Rothschild, 1910)
- Lophocampa teffeana (Schaus, 1933)
- Lophocampa albescens (Rothschild, 1909)
- Lophocampa atrimaculata (Hampson, 1901)
- Lophocampa dognini (Rothschild, 1910)
- Lophocampa modesta Kirby, 1892
- Lophocampa endrolepia (Dognin, 1908)
- Lophocampa sobrinoides (Rothschild, 1910)
- Lophocampa longipennis (Dognin, 1908)
- Lophocampa laroipa (Druce, 1893)
- Lophocampa scripta (Grote, 1867)
- Lophocampa luxa (Grote, [1866])
- Lophocampa albipennis (Hampson, 1904)
- Lophocampa grotei (Schaus, 1904)
- Lophocampa atomosa (Walker, 1855)
- Lophocampa fasciata (Grote, 1867)
- Lophocampa lesieuri Vincent, 2005
- Lophocampa duarteiensis Vincent, 2005
- Lophocampa latepunctata Vincent, 2005
- Lophocampa hispaniola Vincent, 2009
- Lophocampa puertoricensis Vincent, 2009

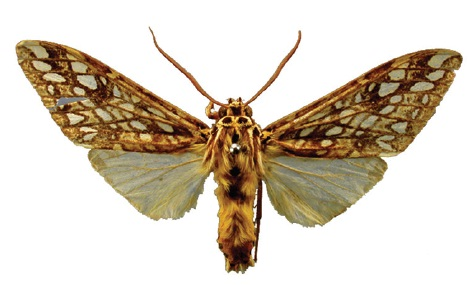
Lophocampa atriceps ♂
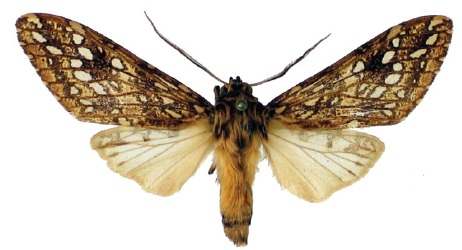
Lophocampa flavodorsata ♂
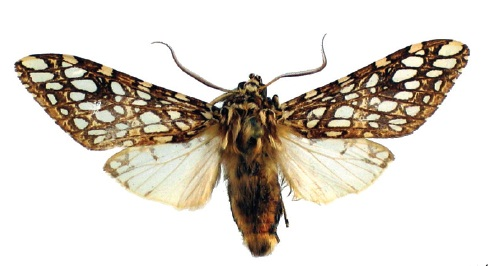
Lophocampa griseidorsata ♂
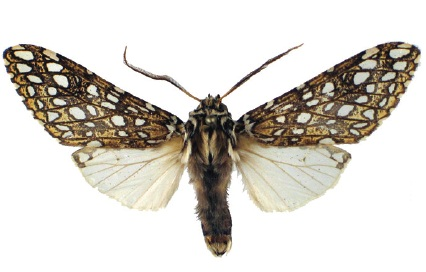
Lophocampa herbini ♂
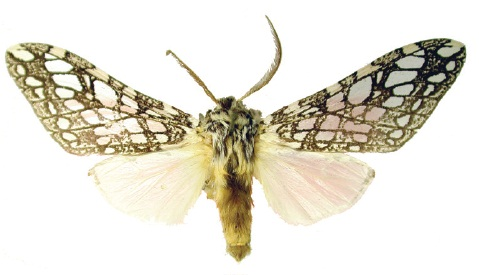
Lophocampa hyalinipuncta ♂